# Princy Mangalika
Princy Mangalika (Ragama, siglo XX) es una activista y trabajadora social esrilanquesa, víctima del VIH/sida, que ha centrado sus esfuerzos en concienciar sobre la prevención del VIH en Sri Lanka. Fue la fundadora de Positive Women's Network, una ONG que ayuda a las personas infectadas por el virus del SIDA. En marzo de 2019, el parlamento la reconoció como una de las doce mujeres impulsoras de cambios en Sri Lanka, coincidiendo con el Día Internacional de la Mujer.

## Biografía
Princy nació y se crio en Ragama, provincia occidental de Sri Lanka. En 2003, se descubrió que le habían diagnosticado VIH positivo que había contraído de su marido. Fue discriminada en la sociedad desde que se convirtió en víctima de la enfermedad y lo que la inspiró a sentar las bases de la Red de Mujeres Positivas. Su esposo contrajo la enfermedad mientras trabajaba en un hotel en el extranjero y se suicidó debido a la infección, siendo expulsada su familia por los habitantes del lugar.
Siendo maltratada en la sociedad, en 2009, a los 53 años, cofundó la Red de Mujeres Positivas junto con Kamalika Abeyratne, una doctora afectada por el VIH, con el objetivo de cuidar a las personas afectadas por el sida.

## Reconocimientos
En 2012, su organización Positive Women's Network recibió el premio Red Ribbon de la Organización de las Naciones Unidas por los importantes servicios comunitarios a las personas diagnosticadas con SIDA. También fue honrada con el premio Unsung Heroine como parte de Ada Derana Sri Lanka of the Year en 2016.